# Kyle Shewfelt
Kyle Keith Shewfelt (né le 6 mai 1982 à Calgary, Alberta) est un gymnaste canadien. Il est le premier canadien de l'histoire à avoir obtenu une médaille d'or en gymnastique lors des Jeux olympiques.

## Palmarès

### Jeux olympiques
- Athènes 2004
  -  médaille d'or au sol

### Championnats du monde
- Anaheim 2003
  -  médaille de bronze au sol
  -  médaille de bronze au saut de cheval

- Aarhus 2006
  -  médaille de bronze au sol